# Acantiza muntanyenca
L'acantiza muntanyenca (Acanthiza katherina) és una espècie d'ocell de la família dels acantízids (Acanthizidae) que habita el sotabosc del bosc humit del nord-est de Queensland, a Austràlia.